# Forbas (rei de Argos)
Forbas, na mitologia grega, foi, segundo vários autores, o sexto rei de Argos  (1587 - 1552 a.C.).
Segundo Eusébio, ele sucedeu a Criasus, reinou por 35 anos, e foi sucedido por Triopas. No trigésimo segundo ano do seu reinado, Cécrope tornou-se rei de Atenas.
Segundo Pausânias, Forbas era um dos dois filhos de Argos, neto de Foroneu.
Triopas foi seu filho e sucessor.